# Belaiba
Belaiba (em árabe: بلعايبة) é uma cidade e comuna localizada na província de M'Sila, Argélia. Segundo o censo de 2008, a população total da cidade era de 27 404 habitantes.